# Tulleng
Tulleng is een bestuurslaag in het regentschap Alor van de provincie Oost-Nusa Tenggara, Indonesië. Tulleng telt 665 inwoners (volkstelling 2010).